# Троцкий в Свияжске (1918)
В августе 1918 года видный деятель большевистской партии Троцкий Л. Д., занимавший в то время пост наркома по военным делам (с 14 марта 1918 года), народного комиссара по морским делам (с апреля того же года) и председателя революционного военного совета РСФСР (с 6 сентября), прибыл в город Свияжск, где возглавил борьбу за Казань. Путём применения драконовских мер Троцкому удалось восстановить дисциплину среди деморализованных красноармейцев и отбросить каппелевцев от Казани.

## Предыстория
В первой половине 1918 года старая армия фактически уже прекратила своё существование, а новая ещё находилась по большей части на бумаге. Ранняя РККА была построена на декларированном большевиками принципе всеобщего равенства, с выборностью командиров и добровольным принципом комплектования. В армии не было не только воинских званий и знаков различия, но даже отсутствовала единая форма одежды. Многие большевики возражали даже против написания каких-либо уставов и против воинского приветствия, считая их пережитками прошлого.
На практике это привело к распаду армии на ряд недисциплинированных партизанских отрядов, с трудом подчинявшихся центру («партизанщина»). Благодаря же отсутствию принудительных мобилизаций армия оставалась малочисленной. Так, в Петрограде в Красную Армию к апрелю 1918 года записалось всего 12 820 человек; по большей части это были безработные, привлечённые возможностью получать паёк.
Летом 1918 года подобные принципы окончательно исчерпали себя. В мае — августе 1918 года восстал Чехословацкий корпус, растянувшийся вдоль железной дороги на тысячи километров, от Поволжья до Дальнего Востока. Недисциплинированным частям РККА не удалось сдержать чехословацких легионеров, в полной мере сохранявших боеготовность. Восстание привело к падению большевизма на огромном пространстве от Самары до Владивостока. 8 июня 1918 года в Самаре образовалось эсеро-меньшевистское правительство Комуча, действовавшее под эгидой повторного созыва Учредительного собрания. 22 июля белогвардейцы заняли Симбирск.
Дополнительной дезорганизации и так небоеготового Восточного фронта дополнительно способствовал мятеж его главкома, левого эсера Муравьёва М. А. (10—11 июля 1918 года). Войска были сбиты с толку телеграммами сначала Муравьёва о мире с чехословаками и войне с Германией, затем — об измене Муравьёва, и продолжении войны с чехословаками.
К 5 августа 1918 года белогвардейцы вышли к Казани, падение которой открывало путь на Москву. Кроме того, резко ухудшалось положение со снабжением хлебом контролировавшихся большевиками центральных областей России, со снабжением топливом курсировавшего по Волге речного флота. 19 июля новый главком Восточного фронта Вацетис И. И. представил предсовнаркома Ленину и председателю ВЦИК Свердлову доклад, указывающий на крайнюю серьёзность положения. В связи со сложившийся ситуацией, на фронт 7 августа лично выехал председатель Высшего военного совета Лев Троцкий. Уже в пути он получил сообщения о падении Казани, и остановился на ближайшей к ней станции Свияжск. Перед выездом из Москвы Троцкий, представил ЦК проект постановления Высшего военного совета, которое указывало, что «вопрос о судьбе революции ныне решается на Волге и Урале».
Падение Казани вызвало в Москве состояние, близкое к паническому. 11 августа ЦК РКП(б) выпустил воззвание «Волга должна быть свободной»:

50 миллионов пудов нашей нефти, несколько миллионов пудов бензина, — вот что загородили разбойники на своих заставах на Волге.
Несколько миллионов пудов нашего хлеба держат они.
Миллионы пудов астраханской рыбы держат они.
Волга должна быть свободной!
— «Правда», № 169, 11 августа 1918 г.

## Методы наведения дисциплины
Ричард Пайпс проводит параллели между деятельностью Троцкого на посту Предреввоенсовета, и деятельностью «главноуговаривающего» Керенского летом 1917 года, имея в виду, что Троцкий, также как и Керенский до него, много разъезжал по фронтам с речами. Однако, очевидным отличием Троцкого от Керенского была жестокость. 10 августа 1918 года наркомвоенмор прибыл на станцию Свияжск, где возглавил борьбу большевиков за Казань. В тот же день на доклад к Троцкому явился комендант бронепоезда Попов Алексей, заявивший на вопрос о потерях: «слава Богу, ни одного убитого, ни одного раненого». Троцкий немедленно отстраняет Попова от должности, объявив, что «это [отсутствие раненых и убитых] значит, что поезд покинул … город [Казань] без боя, или почти без боя». Во время нахождения Троцкого в Свияжске председатель полкового комитета 4-го Латышского советского полка Озол потребовал смены полка, угрожая покинуть позиции «с гибельными для революции последствиями». Троцкий немедленно снял Озола с должности и отдал его под трибунал, приговоривший к трёхгодичному заключению под стражу.
Вацетис И. И., возглавивший Восточный фронт Красной Армии после мятежа левого эсера Муравьёва М. А., 13 августа 1918 года направил Предсовнаркома Ленину доклад о состоянии своих войск, которое он оценивал, как крайне низкое: так, по оценке Вацетиса, 3-я армия «не обладала абсолютно никакой боеспособностью», 1-я армия «большей частью разложилась», артиллеристы Казанской дивизии «разбежались». В августе 1918 года белогвардейцы, узнав о прибытии наркомвоенмора, атаковали его поезд силами отряда в 1 200 человек при трёх артиллерийских орудиях. При их неожиданной атаке красноармейский 2-й Петроградский полк бежал, силой захватив по дороге пароход на Волге, большевистский бронепоезд «Свободная Россия» был брошен, и уничтожен нападавшими. Комиссар бронепоезда Машкевич в самый разгар боя отправился в штаб «для доклада». По приговору военно-полевого суда были расстреляны командир полка Гнеушев, его комиссар-большевик М. Пантелеев и остальные коммунисты; в общей сложности 41 человек (современница событий, Лариса Рейснер, называет другую цифру приговорённых — 27 человек).
Гусев С. И. (соратник Троцкого) писал в 1924 году, что «Петроградский рабочий полк, расстреляв сгоряча все патроны, сбежал с позиции, бросился к Волге, захватил пароход и начал требовать, чтобы его везли в Нижний». Далее Гусев пишет одобрительно «о суде и расправе над трусами», а именно: по приказу Троцкого полк был ссажен с парохода и на берегу Волги были расстреляны командир и коммисар Петроградского рабочего полка, и каждый десятый.
Троцкий начинает насаждать дисциплину в армии самыми жестокими методами, уже 11 августа 1918 года выпустив приказ № 18, гласивший, что в случае самовольного отступления «первым будет расстрелян комиссар части, вторым — командир. Мужественные, храбрые солдаты будут награждены по заслугам и поставлены на командные посты. Трусы, шкурники и предатели не уйдут от пули». Угроза не раз приводилась в исполнение: так, 31 августа 1918 года в приказе № 31 Троцкий объявил о расстреле 20 человек из состава самовольно отступивших частей 5-й армии, причём вместе с командирами и комиссарами были расстреляны все выявленные симулянты. Как писал известный каппелевец В. О. Вырыпаев,

8-го августа на красный фронт прибыл комиссар по военным делам Лев Троцкий. Он нашёл красную армию в состоянии полного развала, паники и деморализации и начал полную реорганизацию. Его методами были непрестанная пропаганда среди красных войск, усиление организационной работы и беспощадные меры по отношению к дезертирам и трусам. Во время своего пребывания в Свияжске он издал приказ о том, что комиссары и командиры бегущих с фронта отрядов будут расстреливаться на месте. Ждать первого случая применения этого приказа долго не пришлось: отряд петроградских рабочих, неопытных, не пристрелянных, был атакован одной из наших групп и постыдно бежал, и не только бежал, но захватил пароход, на котором рабочие-солдаты намеревались доехать до Нижнего Новгорода. Троцкий окружил этот пароход судами Волжской речной флотилии, оставшимися верными советам, заставил повстанцев сдаться и расстрелял на месте не только командира и комиссара отряда, но каждого десятого солдата. В боях под Казанью он расстрелял более двадцати красных командиров, неспособных занимать свои должности. Он не щадил никого. В войсках вводилась такая дисциплина, какой не было и в старой армии.
Исследователь Александр Дерябин отмечает, что во время своего нахождения в Свияжске в августе 1918 года Троцкий даже предлагает в качестве борьбы с дезертирством в РККА следующую экзотическую меру: «Предлагаю как меру наказания ввести для армии и флота чёрные воротники для дезертиров, возвращённых в части, для солдат, отказавшихся от выполнения приказа, чинивших разгром и прочее. Солдаты и матросы с чёрными воротниками, пойманные на втором преступлении, подвергаются удвоенной каре. Чёрные воротники снимаются только в случае безупречного поведения или воинской доблести».
Нельзя строить армию без репрессий. Нельзя вести массы людей на смерть, не имея в арсенале командования смертной казни. До тех пор, пока гордые своей техникой, злые бесхвостые обезьяны, именуемые людьми, будут строить армии и воевать, командование будет ставить солдат между возможной смертью впереди и неизбежной смертью позади.
Ричард Пайпс также отмечает дисциплину, которую установил в Красной армии Троцкий, и указывает, что «Драконовские меры [в Красной Армии] превосходили по жестокости все, что было когда-либо известно в царской армии времён крепостничества. Ничего подобного не практиковалось и у белых в армии: солдат, дезертировавших из Красной Армии и оказавшихся у белых в плену, поражало там отсутствие дисциплины».
Также Ричард Пайпс утверждает, что Троцкому принадлежит и изобретение в августе 1919 года на Южном фронте заградотрядов, использовавшихся для расстрела самовольно отступавших частей. Исследователи В. Краснов и В. Дайнес утверждают, что фактически заградотряды начали применяться даже раньше. Все положения знаменитого сталинского приказа 1942 года «Ни шагу назад!» фактически были копией приказа № 65 по Южному фронту от 24 ноября 1918 года. Положения этого приказа, вызванного массовым дезертирством частей Южного фронта, до сих пор потрясают своей жестокостью. Они требовали расстрела не только дезертиров, но также укрывателей дезертиров, и тех, кто подговаривает других к самовольному отступлению и дезертирству. Приказ требовал сжигать дома укрывателей дезертиров, разместить в прифронтовой полосе заградительные отряды для поимки дезертиров, а от комбедов требовалось два раза в сутки устраивать облавы. 25 ноября Троцкий, подписав этот приказ, доложил Предсовнаркома Ленину и Председателю ВЦИК Свердлову, что «объявлен приказ, возлагающий ответственность за дезертиров на совдепы, комбеды и домохозяев. Первые расстрелы уже произвели впечатление. Надеюсь, что перелом будет достигнут в короткий срок».
Вместе с тем подобная жестокость была довольно характерной в условиях войны. По утверждению участника антибольшевистской борьбы после Октябрьской революции С. П. Мельгунова, левый эсер Муравьёв М. А., например, так докладывал предсовнаркома Ленину о боях за Киев в январе 1918 года: «Войскам обеих армий, Егорова и Берзина, я приказал уничтожать в Киеве всех офицеров, юнкеров, монархистов, всех врагов революции. Заняв город, я бил по дворцам и церквам, по попам, по монахам, никому не давал пощады! 28 января оборонческая городская дума просила перемирия. В ответ я велел бить химическими удушливыми газами. Сотни генералов, может — и тысячи, были убиты беспощадно. Так мы мстили. Мы были бы в состоянии удержать данный взрыв мести, но мне не надо было этого, ибо наш лозунг — быть беспощадными!».
В течение августа Троцкий стягивал к Свияжску корабли. 27 августа в 7:30 он поднял свой флаг на миноносце «Прочный», который вечером того же дня едва не был уничтожен белогвардейскими орудиями.

## Оценки
После покушения на Ленина 30 августа 1918 года Троцкий выехал в Москву. Убедившись, что, несмотря на серьёзность ранения, жизнь Ленина вне опасности, Троцкий 2 сентября выехал обратно, и принял участие в штурме Казани.
Сосредоточенная Троцким под Казанью группировка РККА превосходила каппелевцев, по крайней мере, в два раза. Однако, красноармейские части отличались, в целом, слабой боеготовностью, что было характерно для раннего «партизанского» периода Красной армии. Вместе с тем, костяк капеллевцев составляли бывшие ударники и офицеры со значительным боевым опытом.
Благодаря драконовским мерам по наведению дисциплины, части РККА смогли воспользоваться своим численным преимуществом. Сыграло свою роль также и превосходство в кораблях. Кроме того, в распоряжении Троцкого имелись самолёты, которых у белогвардейцев не было. 10 сентября Казань была взята.
Перед штурмом Троцкий направил «трудовому населению» Казани воззвание, в котором предлагал во избежание жертв заблаговременно эвакуироваться из города, вывезя в первую очередь детей. Народная армия Комуча действительно провела эвакуацию. Помимо беженцев, белогвардейцы вывезли с собой половину золотого запаса Российской империи, захваченную ими в городе.
После вступления в Казань большевики расстреляли монахов Зилантова монастыря, с территории которого велась стрельба по наступающим.
В сентябре 1918 года Красная армия отбила у каппелевцев Симбирск, 7 октября занята Самара, в ноябре подавлено антибольшевистское восстание рабочих Ижевского и Воткинского заводов; остатки повстанцев отступили на восток.
Вместе с тем, до перелома в ходе войны на Восточном фронте было ещё далеко. Слабые эсеровские правительства оказались неспособны организовать эффективное сопротивление большевизму. В ноябре 1918 года в результате военного переворота к власти в Сибири пришёл адмирал Колчак, ставший гораздо более опасным противником.
В своих воспоминаниях Троцкий считал своё пребывание в Свияжске важным эпизодом в становлении РККА, как дисциплинированной регулярной армии. Однако Емельянов Ю. В. высказывает мнение, что «…взятие красными войсками этого города на Волге не привело к перелому в Гражданской войне…уже в ноябре 1918 года белые армии возобновили наступление на Восточном фронте более внушительными силами. Численность наступавших армий под командованием Колчака составляла 143 тысячи человек и у них было 210 орудий. Им противостояли войска красного Восточного фронта, насчитывавшие 100 тысяч человек и имевшие 334 орудия».
В. Краснов и В. Дайнес в своей работе «Неизвестный Троцкий: Красный Бонапарт» подчёркивают, что Троцкий, при всей своей жестокости, с формальной точки зрения действовал законно, опираясь на одобрение ЦК «и при помощи революционных трибуналов».